# البنيان
البنيان بلدية من بلديات ولاية معسكر الجزائرية العريقة تقع في جنوب عاصمة الولاية وتبعد عن مقر الولاية حوالي 40 كلم
وتتميز بحقول الزيتون من النوع الرفيع ومناطق سياحية وتاريخية مثل مدينة الأميلاريا ويحدها جنوبا بلدية أولاد خالد (ولاية سعيدة) والشمال بلدية ماقضة وغريس وغربا دائرة وادي تاغية وشرقا دائرة عوف في بلدية البنيان هناك منطقة سياحية تسما -المرجة- هده الأخيرة تقع في جبل من جبال البنيان. ثمة عادات وتقاليد معروفة في البنيان من بينها ما يسمى بالوعدة أو الزرة.